# Strigula fractans
Strigula fractans är en lavart som beskrevs av P. M. McCarthy. Strigula fractans ingår i släktet Strigula och familjen Strigulaceae.   Inga underarter finns listade i Catalogue of Life.